# Kuljani (Chorwacja)
Kuljani – wieś w Chorwacji, w żupanii sisacko-moslawińskiej, w gminie Dvor. W 2011 roku liczyła 98 mieszkańców.